# 10BASE5
10BASE5 (также известен как толстый Ethernet) — оригинальный (первый) «полный вариант» спецификации кабельной системы Ethernet, использовал специальный коаксиальный кабель типа RG-8X. Это жёсткий кабель, диаметром примерно 9 мм, с волновым сопротивлением 50 Ом, с жёсткой центральной жилой, пористым изолирующим заполнителем, защитным плетёным экраном и защитной оболочкой. Внешняя оболочка как правило имела жёлто-оранжевую окраску из этилен-пропилена (для огнестойкости) из-за чего часто использовался термин «Жёлтый Ethernet» или, иногда в шутку, «жёлтый замёрзший садовый шланг» (англ. frozen yellow garden hose).

## Характеристики
10BASE5 рассчитан так, что можно делать дополнительные подключения без отключения остальной сети и разрыва кабеля. Это достигается использованием т. н. «трезубцев» или «вампирчиков» (англ. en:vampire tap) — устройства, которое с довольно большим усилием «прокусывало» кабель, при этом центральный шип контактировал с центральной жилой коаксиального кабеля, а два боковых шипа входили в контакт с экраном основного кабеля. Как правило «трезубец» совмещался в одном устройстве с приёмопередатчиком (см. рисунок). От приёмопередатчика к узлу сети (большая ЭВМ, персональный компьютер, принтер и т. п.) подходил кабель Attachment Unit Interface (AUI). Этот интерфейс использует 15-контактный двухрядный разъём D-subminiature, но с дополнительными клипсами, вместо обычно применяемых винтов, для удержания разъёма и удобства монтажа.
Практическое максимальное число узлов, которые могут быть соединены с 10BASE5 сегментом, ограничено 100, а длина сегмента может составлять не более 500 метров. Приёмопередатчики устанавливаются только с интервалом в 2,5 метра. Это расстояние грубо соответствует длине волны сигнала. Подходящие места установки приёмопередатчиков отмечаются на кабеле чёрными метками.
Кабель должен прокладываться единым цельным сегментом, T-образных связей не допускается. На концах кабеля должны устанавливаться терминаторы 50 Ом.

## Название
Название 10BASE5 происходит от некоторых физических свойств передающей среды. Число 10 означает максимальную скорость передачи данных в 10 Мбит/с. Слово BASE является сокращением от англ. «baseband», означающего передачу сигналов без модуляции, а пятёрка может отсылать к числу 500 — максимальной длине сегмента сети, либо соответствует внешней толщине кабеля, равной примерно 0,5 дюйма.